# Кращенко, Сергей Владимирович
Серге́й Влади́мирович Кра́щенко (8 февраля 1970, Нальчик, СССР) — советский и российский футболист, вратарь, российский футбольный тренер вратарей.

## Карьера

### Игровая
Воспитанник Владимира Беляева, дублёра Льва Яшина. Начав профессионально играть в 1990 году, почти всю карьеру провёл в нальчикском «Спартаке». Сыграл в его составе 100 «сухих» матчей в первом дивизионе.

### Тренерская
В 2010 году — тренер вратарей клуба «Спартак-Нальчик». В 2011 году работал на аналогичной должности в «Луч-Энергии», который отметился в ФНЛ лучшим показателем по пропущенным мячам за сезон — 39 мячей в 48 матчах. После вылета дальневосточного клуба во Второй дивизион, вернулся в нальчикский «Спартак», где также работает тренером вратарей по сегодняшний день.
В клубе «Арсенал» с февраля 2018 года (с перерывом). Тренер вратарей молодежного состава с сентября до ноября 2020 года. Тренер вратарей основного состава с 1 ноября 2020 года.
С 27 июня 2024 года тренер вратарей в махачкалинском «Динамо».

## Достижения
- Обладатель Кубка России: 2003/2004
- Победитель Первого дивизиона: 2004
- Серебряный призёр Первого дивизиона: 2005